# 파이널 판타지 (비디오 게임)
《파이널 판타지》(일본어: ファイナルファンタジー, Final Fantasy, 약칭 FF1)는 1987년 12월 18일 스퀘어(현 스퀘어 에닉스)에서 발매된 패미컴용 게임 소프트이다.
MSX2, 원더스완, 플레이 스테이션, 게임보이 어드밴스로 이식되었으며, 그 외 일본의 모바일 게임으로도 이식되었다. 1-2 합본으로 패미컴으로 발매되기도 했다.

## 등장인물
성우는『디시디아 파이널 판타지』만
빛의 전사(光の戦士, Warriors of Light)(성우 - 세키 토시히코)
플레이어 캐릭터. 코네리아에 갑자기 나타난 수수께끼의 4명. 각각 크리스탈을 가지고 있다. 게임상으로는 4명에게 개성은 설정되지 않고 대사도 존재하지 않는다.
「디시디아 파이널 판타지」에서도 「빛의 전사」로서 등장했다.
세라(セーラ, Sara)
코네리아 왕녀로 이번 작의 히로인적 존재(가장, 대부분 최초 밖에 차례는 없지만).가란드에 유괴된다.
코네리아 왕 (コーネリア王, King of Cornelia)
고대부터 전해지는 예언을 믿고, 세라 구출을 빛의 전사들에게 의뢰한다. 왕비는 제인 왕비.
가란드(ガーランド, Garland)(성우 - 우쓰미 겐지)
코네리아의 나이트였지만, 세라를 유괴, 재보를 훔쳐 카오스 신전에 잠복한다. 빛의 전사에 의해 한 번은 쓰러지지만, 그 후 카오스로서 되살아난다.
「디시디아 파이널 판타지」에서도 등장.
마토야 (マトーヤ, Matoya)
조금 편벽한 마녀. 소중한 수정을 도둑맞아 곤란해 하고 있다. 말을 이야기하는 빗자루와 살고 있다.
우네 (ウネ, Unne)
멜몬드 마을에 사는 학자. 로제타석을 건네주면 주인공들에게도 루페인어를 가르쳐 준다.
아스토스 (アストス, Astos)
다크 엘프의 왕. 세계를 어둠게 하기 위해 방해인 엘프의 왕자에게 저주를 걸었다.
바하무트 (バハムート, Bahamut)
드래곤의 왕. 빛의 전사들에게 시련을 부과하여 성장하도록 유도한다.
카오스 (カオス, Chaos)
본작의 라스트 보스. 2000년전에 카오스 신전에 내려 세계를 멸하기 위해서 4체의 카오스를 미래에 보낸다. 그 정체는 가란드로, 빛의 전사에 쓰러진 후 2000년전에 타임 슬립 해, 카오스로서 군림하게 되었다.
「디시디아 파이널 판타지」에서도 등장.
4체의 카오스 (4体のカオス, Four Fiends of Chaos)
땅의 리치, 불의 마리리스, 물의 크라켄, 바람의 티아매트. 카오스에 이송된 4체의 괴물. 파이널 판타지 IX에도 등장한다.

## 평가
| Final Fantasy |                                            |
| --- | ------------------------------------------ |
| 통합 점수 통합사 점수 게임랭킹스 NES: 79% [ 4 ] PSP: 67.93% [ 5 ] iOS: 77.12% [ 6 ] 메타크리틱 PSP: 67/100 [ 7 ] iOS: 74/100 [ 8 ] 평론 점수 평론사 점수 올게임 NES: [ 9 ] Mobile: [ 10 ] 패미츠 NES: 34/40 [ 11 ] WonderSwan: 30/40 [ 12 ] 게임스팟 PSP: 6.5/10 [ 13 ] IGN WonderSwan: 8.6/10 [ 14 ] PSP: 6.9/10 [ 15 ] iOS: 7 / 10 [ 16 ] GamePlay RPG WonderSwan: 96% [ 17 ] |                                            |
| 통합 점수 |                                            |
| 통합사 | 점수                                       |
| 게임랭킹스 | NES: 79% PSP: 67.93% iOS: 77.12%           |
| 메타크리틱 | PSP: 67/100 iOS: 74/100                    |
| 평론 점수 |                                            |
| 평론사 | 점수                                       |
| 올게임 | NES: · Mobile:                             |
| 패미츠 | NES: 34/40 WonderSwan: 30/40               |
| 게임스팟 | PSP: 6.5/10                                |
| IGN | WonderSwan: 8.6/10 PSP: 6.9/10 iOS: 7 / 10 |
| GamePlay RPG | WonderSwan: 96%                            |